# Benjamin Varonian
Benjamin Gabriel Jean Varonian (* 15. Juni 1980 in Nizza) ist ein ehemaliger französischer Turner.

## Erfolge
Benjamin Varonian nahm an den Olympischen Spielen 2000 in Sydney teil. Den Einzelmehrkampf beendete er auf dem 20. Platz und belegte mit der französischen Mannschaft im Mannschaftsmehrkampf den neunten Rang. In fünf der sechs übrigen Einzeldisziplinen kam Varonian nicht über die Qualifikation hinaus: Am Sprung belegte er Rang 71, am Pauschenpferd Rang 62, am Boden Rang 34, an den Ringen Rang 30 und am Barren den 27. Platz. 
Sein größter Erfolg gelang ihm schließlich am Reck. Als Siebter der Qualifikation mit 9,737 Punkten zog er ins Finale ein und erzielte in diesem eine Punktzahl von 9,787 Punkten. Damit schaffte er ebenso wie der Russe Alexei Nemow das beste Ergebnis, wobei Nemow aufgrund der besseren Teilpunktzahl in der Ausführung die Goldmedaille erhielt und Olympiasieger wurde. Varonian gewann dagegen die Silbermedaille. Den dritten Platz belegte der Südkoreaner Lee Joo-hyung mit 9,775 Punkten.
Nach seiner Karriere als Turner arbeitete er zwischenzeitlich als Immobilienmakler. Seit 2017 ist er Artist beim Cirque du Soleil in Macau.